# Anna Fárová
Anna Fárová (* 1. Juni 1928 in Paris; † 27. Februar 2010 in Jindřichův Hradec) war eine französisch-tschechische Kunsthistorikerin und Fotografin, die sich auf die Geschichte der Fotografie spezialisiert hatte. Am bekanntesten ist sie für ihre Monografien u. a. über Henri Cartier-Bresson oder die Herausgabe der Werke von Josef Sudek sowie für ihr Engagement im Kampf gegen den Kommunismus in der Tschechoslowakei.

## Leben
Anna Fárová wurde unter dem Namen Annette Šafránková als Tochter von Miloš Šafránek, einem tschechischen Diplomaten und Kulturattaché an der Botschaft in Paris, und Anne Moussu, einer Sprachlehrerin geboren. Ihr Elternhaus bot ein kulturvolles und künstlerisches Umfeld. Die Maler Josef Šíma, Jan Zrzavý, František Tichý und Otakar Kubín sowie der Komponist Bohuslav Martinů kamen zum Beispiel regelmäßig zu Salons in ihr Elternhaus.
1947 zog Fárová nach Prag und studierte bis 1951 Kunstgeschichte und Ästhetik an der Karls-Universität. Während ihres Studiums lernte sie den surrealistischen Maler Libor Fára kennen und heiratete ihn.

„Když jsem viděla jeho obraz „Dvě tváře“, říkala jsem si, ten bych chtěla mít – a jeho autora taky.“

„Als ich sein Gemälde „Zwei Gesichter“ sah, dachte ich: Das will ich haben – und den Maler auch.“

Sie traf auch Václav Havel, der ein enger Freund ihres Mannes war. Dank ihres Mannes hatte sie Zugang zur Zeitschrift Verve, die ganzseitige Farbreproduktionen berühmter Gemälde und großformatige Fotos enthielt:

„Tam jsem objevila i fotografii Cartier-Bressona Kardinál Pacelli na návštěvě v Paříži. Vypadala jako barokní freska. A já byla ohromena tou sourodostí, že dobrá fotografie obstojí i obklopená starým i novým uměním různého druhu. Že je na stejné úrovni, pokud je kvalitní. A to mě strašně zasáhlo.“

„Ich entdeckte auch ein Foto von Cartier-Bressons Kardinal Pacelli, der Paris besucht. Es sah aus wie ein barockes Fresko. Und ich war beeindruckt von der Harmonie, die ein gutes Foto inmitten von alter und neuer Kunst verschiedener Art aushalten kann. Dass es gleichwertig ist, wenn es von guter Qualität ist. Und das hat mich wirklich beeindruckt.“

Zurück in Paris lernte sie im September 1956 Henri Cartier-Bresson kennen und beschloss, geprägt von dieser Persönlichkeit, ihr Leben der Fotografie zu widmen. Zwei Jahre später veröffentlichte sie bei Editions de l’Odéon eine Monografie über Bresson, die erste, die von einem europäischen Fotografen verfasst wurde. Sie spezialisierte sich dann auf das Verfassen von Künstlermonografien und veröffentlichte im Laufe der Jahre Werke zu Robert Capa, Josef Sudek, Dušan Šimánek, František Drtikol, Elliot Erwitt, Josef Koudelka, Werner Bischof und André Kertész.
1970 wurde sie Leiterin der Fotoabteilung des Kunstgewerbemuseums in Prag und begann eine Lehrtätigkeit an der FAMU, der Prager Filmhochschule. Gleichzeitig organisierte sie zahlreiche Fotoausstellungen, zum Beispiel über Josef Sudek: 1988 in Centre Georges-Pompidou oder 1995 in Lausanne. Außerdem leitete sie die Gemäldeausstellungen ihres Mannes. Mit ihm hatte sie eine Tochter, Gabina Fárová, ebenfalls eine bekannte Fotografin.
Für Fárová waren Fotografien immer künstlerische Werke und sie beklagte die verbreitete Praxis, sie als technisches Ergebnis zu präsentieren:

„Museums of photography are still rare in the world, though their number has increased in the last ten years. But what do these museums of photography show ? Not only the photograph itself, but more especially its technical evolution and that of the instruments with which it was taken – the photographic instruments. […] The instrument takes on considerable importance and the photograph is still considered much more as the result of a technique and the camera than as the product of mind, thought and vision. It is here forgotten that photography is above all the bearer of a message, a new language and mode of expression for man.“

Politisch war Fárová eine überzeugte Antikommunistin. Im Jahr 1977 unterzeichnete sie die Charta 77, in der die prosowjetische Regierung von Gustáv Husák zur Achtung der Menschenrechte aufgefordert wurde. Dies kostete sie ihre Stelle im Kunstgewerbemuseum. Da die Fotografie von den Kommunisten im Namen des Materialismus abgelehnt wurde, arbeitete Anna Fárová im Untergrund, um junge Fotografen zu unterstützen; 1981 organisierte sie mit Hilfe von Henri Cartier-Bresson und Marc Riboud eine Ausstellung im Kloster Plasy.
Während des letzten Jahrzehnts des kommunistischen Regimes kümmerte sich Anna Fárová um den Nachlass des Fotografen Josef Sudek. Parallel dazu organisierte sie weiter halboffizielle Ausstellungen junger tschechischer Fotografie. Im Jahr 1991 wurde sie vom französischen Kulturministerium zum Chevalier des arts et des lettres ernannt.
Im Jahr 2006 zeichnete eine Ausstellung in der Prager Galerie Langhans den künstlerischen Werdegang von Anna Fárová nach.
Fárová starb am 27. Februar 2010.
2018 präsentierte das Kunstgewerbemuseum in Prag eine Hommage anlässlich des Datums ihres 90. Geburtstages.

## Werke
- Henri Cartier-Bresson : fotografie. Státní nakl. krásné literatury a umění, Prag 1958.
- Werner Bischof, 1916–1954 (= Umělecká fotografie. Band 7). Státní nakl. krásné literatury a umění, Prag 1960.
- Jiri Jenicek. SNKLU, Prag 1962.
- mit André Kertész und Robert Sagalyn: André Kertész. Paragraphic Books, New York City 1966.
- Pražské jaro ve fotografii. Obelisk, Prag 1970.
- mit Manfred Heiting: Frantisek Drtikol : Photographe Art Déco. Schirmer-Mosel, München 1986.
- Josef Sudek, poet of Prague, outward journey. Aperture Foundation, New York City 1990.
- mit Libor Fára und Gabina Fárová: Libor Fára, 1925–1988. Association culture et communication pour La Nuit Culturelle, Nancy 1990.
- mit André Villers: André Villers. Vydal Francouzský Institut v Praze, Prag 1994.
- Josef Sudek. Gina Kehayoff Verlag, München 1999, ISBN 978-3-929078-55-8.
- mit Arthur Miller und Robert Delpire: Inge Morath : portraits. Otto Müller, Salzburg 1999, ISBN 978-3-7013-1005-0.
- mit Tomáš Jelínek und Blanka Chocholová: Zdenek Tmej: Totaleinsatz (= FotoTorst. Band 5). Torst, Prag 2001, ISBN 978-80-7215-137-0.
- mit Josef Koudelka und Karel Hvížd̕ala: Josef Koudelka (= FotoTorst. Band 10). Torst, Prag 2002, ISBN 978-80-7215-166-0.
- mit Jana Horváthová: Eva Davidova (= FotoTorst. Band 17). Torst, Prag 2004, ISBN 978-80-7215-234-6.
- mit Ivan Lutterer und Vaclav Sokol: Panoramatické fotografie: 1984–1991. Barta Studio JB, Prag 2004, ISBN 978-80-86512-25-9.
- mit Robert Capa und Richard Whelan: Robert Capa: tváře dějin (= Gesichter der Geschichte). Obecní dům, Prag 2004, ISBN 978-80-86339-24-5.
- mit Iren Stehli, Franca Comalini und Milena Hubschmanova: Libuna: a gypsy’s life in Prague. Scalo, Zürich 2004, ISBN 978-3-908247-63-0.
- mit Petra Skoupilová und Michel Métayer: Petra Skoupilová : ženy (= Frauen). KANT, Prag 2004, ISBN 978-80-86217-71-0.
- Dušan Šimánek (= FotoTorst. Band 22). Torst, Prag 2006, ISBN 978-80-7215-274-2.
- mit Iren Stehli: Iren Stehli (= FotoTorst. Band 25). Torst, Prag 2006, ISBN 978-80-7215-284-1.
- mit Josef Sudek: The window of my studio. Torst, Prag 2007, ISBN 978-80-7215-315-2.